# Zełenyj Jar
Zełenyj Jar (ukr. Зелений Яр; niem. Landestreu) – wieś na Ukrainie, w obwodzie iwanofrankiwskim, w rejonie kałuskim. W 2001 roku liczyła 176 mieszkańców.
Miejscowość została założona w dobrach kameralnych kałuskich w procesie kolonizacji józefińskiej przez osadników niemieckich (zobacz: Niemcy galicyjscy) wyznania luterańskiego w 1783. W II Rzeczypospolitej miejscowość należała do gminy Nowica. 24 maja 1939 roku zmieniono nazwę wsi na Mazurów. W styczniu 1940 miejscowa ludność niemiecka zgodnie z traktatem o granicach i przyjaźni między III Rzeszą a ZSRR została przesiedlona do Kraju Warty w ramach akcji Heim ins Reich.